# Wu Weihua
Wu Weihua (chino: 武维华; pinyin: Wǔ Wéihuá; nacido en septiembre de 1956 en Linfen, Xiaoyi, Shanxi) es un político y científico chino, biólogo molecular especializado en fisiología de células vegetales. Es profesor de la Universidad Agrícola de China y académico de la Academia de Ciencias de China. Como político es presidente del Comité Central de la Sociedad Jiusan un partido político chino que es compuesto mayoritariamente por académicos de alto nivel nacional e internacional. Es también es Vicepresidente del Comité Permanente de la Asamblea Popular Nacional de China durante el 12º y 13º congreso.

## Biografía
Se graduó de la Universidad de Shanxi en 1982, recibió una maestría del Instituto de Fisiología Vegetal de Shanghai, en la Academia de Ciencias de China en 1984, y un doctorado del Departamento de Ciencia Vegetal de la Universidad Estatal de Nueva Jersey (Rutgers) en 1991. Actualmente es el director del Laboratorio Estatal Clave de Fisiología y Bioquímica Vegetal de la Universidad Agrícola de China. Fue elegido académico de la Academia de Ciencias de China en 2007. El 7 de diciembre de 2017, Wu Weihua fue elegido presidente del Comité Central de la Sociedad Jiusan. El 17 de marzo de 2018, en la primera reunión de la 13 ° Asamblea Popular Nacional en Beijing, Wu Weihua, de 62 años, fue elegido vicepresidente del Comité Permanente de la Asamblea Popular Nacional.